# マッハGoGoGo
『マッハGoGoGo』（マッハ ゴー ゴー ゴー）は、1967年にタツノコプロが制作したテレビアニメ作品。吉田竜夫の漫画『パイロットA(エース)』が原作で、自動車レース（スポーツカーレース）をテーマとする。
日本では1967年4月2日から1968年3月31日までフジテレビ系列で放送された。アメリカでは『Speed Racer』のタイトルで放送された。主題歌のメロディは日本とほぼ同じで、ピーター・フェルナンデスによる英語の歌詞を乗せている。
本作品を基に、日本では1997年にリメイク版が制作され、テレビ東京系列で放送された。またアメリカでは1993年と2008年にリメイクされた（#アメリカ版アニメ）。その他翻案作品としてコンピュータゲームや映画『スピード・レーサー』（2008年）、スピンオフ作品として『マッハガール』（2008年）が制作されている。

## 登場キャラクター
三船 剛（みふね ごう）
声 - 田中雪弥（現：森功至）
（オリジナル、リメイク版ヤッターマン）→吉野裕行（パンドラとアクビ）
本編の主人公であるレーサー。マッハ号で世界のレースに参加し、レーサーとして成長する。その一方で失踪中の実兄・研一の安否を気遣っている。
志村 ミチ（しむら みち）
声 - 松尾佳子→杉田郁子→野村道子（第10話から）
剛のガールフレンド。
三船 大介（みふね だいすけ）
声 - 大宮悌二（オリジナル）→拝真之介（パンドラとアクビ）
三船モータースの社長。剛、くりおの父。タツノコ大学に在籍していた頃はレスリング部のキャプテンをしていたため、腕力が強い。
三船 アヤ（みふね あや）
声 - 来宮良子
剛とくりおの母。
三船 くりお（みふね くりお）
声 - 堀絢子
剛の弟。三平と共にマッハ号などに密航することが多く、よく事件に巻き込まれる。
三平（さんぺい）
声 - 大竹宏
三船家で飼われているチンパンジー。くりおの弟的存在。
サブ
声 - 富山敬
メカニック。
覆面（ふくめん）レーサー
声 - 愛川欽也
諜報組織に所属している謎のレーサー。24歳。剛に色々とアドバイスをしている。正体は剛とくりおの実兄・三船 研一（みふね けんいち）で、6年前の18歳の時、父・大介に無断でマシンを持ち出してレースに参加するも、ゴール寸前にスピンしてマシンは大破。大介に「運転が未熟」と非難されたのに対し、自分はマシンのせいだと反論した。これに激怒した大介から勘当され、素性を隠して諜報組織に所属した。
六郷警部
声 - 内海賢二
ブラック
声 - 小林清志
坂井元三
声 - 矢田耕司

## 設定
主人公である三船剛の搭乗するレーシングカーは「マッハ号」と呼ばれる。
ナンバープレートが付いていないが日常で公道を走行している。2シーターで左ハンドル車。V型エンジン（V型12気筒）を搭載していることと、後述の特殊機能以外、具体的なことはほとんど語られていない。外形から見てフロントエンジンリアドライブである。
幾つかの特殊機能があり、剛のピンチを救う。そのほとんどはステアリングパッドにあるボタンで操作される。特殊機能はその頭文字ごとにAからHのボタンが割り当てられている。車体の独特の塗装パターンはアルファベットのMをモチーフとしている。
Aボタン：オートジャッキ
車体下部から出る4本の特殊ジャッキ。タイヤ交換の簡易化の他、路面を蹴ることによってジャンプできる。
Bボタン：ベルトタイヤ
タイヤに特殊なベルトが装着され、沼地・雪上・山岳（急斜面など）の走行ができるようになる。
Cボタン：カッター装置
車前面に丸鋸が飛び出し、木や藪などを切り倒しながら走行できる。「チョッパー」とも呼ばれた。
Dボタン：ディフェンサー
座席上部の防弾仕様のキャノピーが閉じる。硬質プラスチック製。
Eボタン：イブニングアイ
赤外線灯。剛がかぶるヘルメットのシールドが暗視ゴーグルになる。
Fボタン：フロッグ装置
ディフェンサーに加えて酸素ボンベより酸素がコクピット内に放出され、水中走行ができる。潜望鏡も上部に伸び、バックミラーで映像を確認できる。
Gボタン：ギズモ号
ツバメ型の偵察用の通信機能付き小型飛行メカにしてマッハ号のアシスタントでもあり、作中においてはマスコットとして扱われた。車体前部から発射され、遠隔操作できるほか、目標への遠距離攻撃用としても使用可能。
Hボタン：ホーミング
ギズモ号を自動操縦で自宅に戻す。救助を求める非常用ボタンという面があり、このボタンのみステアリング上には配置されていない。

## 制作
『宇宙エース』制作中、タツノコプロダクション社長の吉田竜夫から笹川ひろしに次回作の相談が持ち掛けられる。当時のアニメーターの間では「アニメの絵は省略の絵であるのが常識」という見解があったのに対し、『宇宙エース』も含めた吉田の画風は書籍の挿絵のようなものだったため、笹川は「これではアニメにできない」と答えるが、最終的に制作に至った。
後年の資料においては笹川が総監督としてクレジットされている。これについて笹川はのちのインタビューの中で、「それはですね、あの頃、まだ組織が確立されてなかったんですよ。それで、鳥海尽三さんが部長の文芸部でシナリオができ上がってくると、演出部では君が空いてるからっていうんで、[中略]絵コンテ描く人に渡されるんです。[中略]だから便宜上、そういう総監督 笹川ってなってるのもあるかもしれませんけど、ホントはそうじゃないんですよね。『マッハ～』は4人ぐらい演出家がいました」と説明している。演出家の中には笹川の他に吉田の実弟のひとり九里一平もいた。また、この当時は自動車が一般的ではなく演出家で運転免許を持っている者はいなかったものの、自動車についてある程度知識を有しているものがいたことに加え、。残りは想像で補った。
美術監督は中村光毅が担当した。この当時はメカデザイナーという職業はなく、美術部の大道具係に近い存在だった。マッハ号には漫画向けのデザインが存在しており、当初はそれをそのまま用いる予定だったが、別途アニメーション向けに作ろうという話になった。妙案が出てこないと苦しんだ中村は、当時のレースカーの写真の資料を探し回り、それぞれを参考にしたうえで新たなマッハ号を作り上げた。出来上がったマッハ号のデザインを見た笹川はその素晴らしさに感動したとのちのインタビューの中で振り返っている。
第1作のオープニングでは、セルアニメでは手間の掛かる、被写体が静止状態でカメラアングルのみを変化させていく技法が多用されている。
タツノコプロダクションは「世界のファミリーに夢を」をモットーにしていたこともあり、本作は最初から日本国外への輸出が念頭に置かれており、どの地域の視聴者でも理解できるよう、黒い学生服を着た人物を登場させないといった措置が取られている。同様の理由から暴力的な描写が排されており、特殊機能が武器の代わりに困難を突破するための装置として考案された。

### 演出
前述のとおり、演出は複数人が担当した。うち笹川が手掛けた第7話・第8話の「マンモスカーの挑戦(前編・後編)」は、マッハ号が超大型車マンモスカーの金塊運搬を阻止するという筋書であり、象が吠えるような音がマンモスカーの轟音として用いられた。笹川はスピード感を出すのに苦労したと後年のインタビューの中で振り返っている。

### キャスティング
主人公の三船剛役には、児童劇団出身の田中雪弥が起用された。田中はのちに森功至名義で様々なタツノコプロダクション作品に出演することになるが、前日にリハーサルを行ったのは本作だけだったと述懐している。
このほかにも、剛の父・大介役で大宮悌二が、整備士のサブ役で富山敬がそれぞれ起用された。

## スタッフ
- 原作・プロデューサー - 吉田竜夫
- 企画 - 鳥海尽三
- 美術監督 - 中村光毅
- 色彩設定 - 向井稔
- 録音ディレクター - 本田保則
- 音楽 - 越部信義（音楽企画センター）
- 効果 - 森健二、大野義信
- 録音 - 平野勝 ほか
- 総監督 - 笹川ひろし
- 制作 - 吉田竜夫、タツノコプロダクション
- 聴覚障害者向け字幕制作 - ビデオ・メック、関西テレビ放送、SB・エンタープライズ（配給）

## 主題歌

### オープニング・エンディングテーマ
「マッハゴー・ゴー・ゴー」
作詞 - 吉田竜夫 補作詞 - 伊藤アキラ/作曲 - 越部信義 / 歌 - ボーカル・ショップ
本アニメのタイトルとかけたのか、曲調がゴーゴーになっている。
日本コロムビア版は高橋元太郎歌唱によるカバー。
エンディングテーマは、実質的にはアメリカ版『Speed Racer』のインストゥルメンタル版で、ボーカル・ショップはラストのサビの部分しか歌っていない。映像はレギュラーの剛・大介・アヤ・くりお・三平・ミチ・サブによる車の発達史。

### イメージソング
「たまにゃのどかに」
作詞 - 筒井敬介 / 作曲 - 越部信義 / 歌 - ボーカル・ショップ、杉並児童合唱団
日本コロムビア版のみに存在。番組でも使われたのかは不明。

## 各話リスト
| 話数 | 放送日        | サブタイトル                 | 脚本                  | 演出       |
| ---- | ------------- | ---------------------------- | --------------------- | ---------- |
| 1    | 1967年 4月2日 | 飛ばせ！マッハ号（前編）     | 鳥海尽三              | 九里一平   |
| 2    | 4月9日        | 飛ばせ！マッハ号（後編）     | 鳥海尽三              | 笹川ひろし |
| 3    | 4月16日       | 謎の覆面レーサー（前編）     | 鳥海尽三 広瀬正       | 九里一平   |
| 4    | 4月23日       | 謎の覆面レーサー（後編）     | 鳥海尽三 広瀬正       | 笹川ひろし |
| 5    | 4月30日       | クラシックカーの秘密（前編） | 鳥海尽三 広瀬正       | 原征太郎   |
| 6    | 5月7日        | クラシックカーの秘密（後編） | 鳥海尽三 広瀬正       | 原征太郎   |
| 7    | 5月14日       | マンモスカーの挑戦（前編）   | 久米みのる 津久井丈人 | 笹川ひろし |
| 8    | 5月21日       | マンモスカーの挑戦（後編）   | 久米みのる 津久井丈人 | 笹川ひろし |
| 9    | 5月28日       | 魔のアクロバット族（前編）   | 鳥海尽三              | 九里一平   |
| 10   | 6月4日        | 魔のアクロバット族（中編）   | 広瀬正                | 九里一平   |
| 11   | 6月11日       | 魔のアクロバット族（後編）   | 鳥海尽三 広瀬正       | 原征太郎   |
| 12   | 6月18日       | マレンゴの復讐（前編）       | 広瀬正                | 原征太郎   |
| 13   | 6月25日       | マレンゴの復讐（後編）       | 鳥海尽三 広瀬正       | 原征太郎   |
| 14   | 7月2日        | 死の砂漠レース（前編）       | 鳥海尽三 草川隆       | 笹川ひろし |
| 15   | 7月9日        | 死の砂漠レース（後編）       | 鳥海尽三              | 笹川ひろし |
| 16   | 7月16日       | インカ地底レース（前編）     | 津久井丈人            | 九里一平   |
| 17   | 7月23日       | インカ地底レース（後編）     | 津久井丈人            | 九里一平   |
| 18   | 7月30日       | ナイアガラの秘宝（前編）     | 久米みのる 広瀬正     | 笹川ひろし |
| 19   | 8月6日        | ナイアガラの秘宝（後編）     | 久米みのる 広瀬正     | 笹川ひろし |
| 20   | 8月13日       | 悪魔のレースカー（前編）     | 能加平                | 原征太郎   |
| 21   | 8月20日       | 悪魔のレースカー（後編）     | 能加平                | 原征太郎   |
| 22   | 8月27日       | マッハ号危機一髪（前編）     | 鳥海尽三              | 九里一平   |
| 23   | 9月3日        | マッハ号危機一髪（後編）     | 鳥海尽三              | 九里一平   |
| 24   | 9月10日       | チビッコ・グランプリ（前編） | 鳥海尽三              | 笹川ひろし |
| 25   | 9月17日       | チビッコ・グランプリ（後編） | 草川隆                | 笹川ひろし |
| 26   | 9月24日       | スピードを消せ！             | 鳥海尽三 広瀬正       | 西岡たかし |
| 27   | 10月1日       | 呪いのクレオパトラ（前編）   | 鳥海尽三 広瀬正       | 九里一平   |
| 28   | 10月8日       | 呪いのクレオパトラ（後編）   | 鳥海尽三              | 九里一平   |
| 29   | 10月15日      | 黄金の腕                     | 鳥海尽三              | 原征太郎   |
| 30   | 10月22日      | ダムサイドの対決             | 鳥海尽三              | 原征太郎   |
| 31   | 10月29日      | 疾風！忍者カー（前編）       | 鳥海尽三              | 西岡たかし |
| 32   | 11月5日       | 疾風！忍者カー（後編）       | 鳥海尽三              | 西岡たかし |
| 33   | 11月12日      | 嵐の決闘                     | 鳥海尽三              | 笹川ひろし |
| 34   | 11月19日      | 暴走！レコードカー           | 鳥海尽三              | 鳥海永行   |
| 35   | 11月26日      | 密林の怪戦車（前編）         | 鳥海尽三 草川隆       | 鳥海永行   |
| 36   | 12月3日       | 密林の怪戦車（後編）         | 鳥海尽三 草川隆       | 鳥海永行   |
| 37   | 12月10日      | 地獄の計算魔                 | 鳥海尽三              | 藤みねお   |
| 38   | 12月17日      | 秘密情報員NO.9（前編）       | 鳥海尽三 広瀬正       | 原征太郎   |
| 39   | 12月24日      | 秘密情報員NO.9（後編）       | 鳥海尽三 広瀬正       | 原征太郎   |
| 40   | 1968年 1月7日 | 恐怖の爆弾カー               | 鳥海尽三              | 西岡たかし |
| 41   | 1月14日       | 鉄のまぼろし城               | 鳥海尽三              | 鳥海永行   |
| 42   | 1月21日       | パイナップル・レース         | 鳥海尽三              | 原征太郎   |
| 43   | 1月28日       | 魔女ナンバー・0              | 鳥海尽三              | 鳥海永行   |
| 44   | 2月4日        | 殺人カー・V2号               | 鳥海尽三              | 西岡たかし |
| 45   | 2月11日       | カーレスラーX                | 鳥海尽三              | 笹川ひろし |
| 46   | 2月18日       | オート・アパッチの襲撃       | 鳥海尽三              | 鳥海永行   |
| 47   | 2月25日       | モンスターカーの復活         | 鳥海尽三              | 西岡たかし |
| 48   | 3月3日        | ポンコツカー・グランプリ     | 鳥海尽三              | 藤みねお   |
| 49   | 3月10日       | 決死の風船脱出               | 鳥海尽三              | 笹川ひろし |
| 50   | 3月17日       | アクロバット族の逆襲         | 鳥海尽三              | 鳥海永行   |
| 51   | 3月24日       | 史上最大のレース（前編）     | 鳥海尽三              | 鳥海永行   |
| 52   | 3月31日       | 史上最大のレース（後編）     | 鳥海尽三              | 鳥海永行   |

## 放送
- フジテレビ（制作局）
  - 放送期間 - 1967年4月2日 - 1968年3月31日
  - 放送日時 - 日曜 19時00分 - 19時30分（第1話 - 第13話） → 日曜 18時30分 - 19時00分（第14話 - 第52話）
- 東海テレビ：土曜 18:00 - 18:30[14] → 日曜 18:30 - 19:00[15]

第1回の視聴率は6.6%と奮わなかった。
平均視聴率は13.9%（タツノコプロが所有する資料による）。
関西テレビでは、2000年代前半に聴覚障害者向けの字幕を入れた上での再放送が行われた。このバージョンではセリフだけでなく、アクション演出にも字幕が挿入されていた。OP映像では1コーラスに短縮されるが代わりに歌詞テロップを挿入、ED映像ではほとんどのキャストやスタッフがテロップ挿入される。

### ネット配信
2019年8月30日からYouTubeでタツノコチャンネルによる無料配信が行われている。全編リマスター版で制作された。
- オープニング映像は第1話のみイントロ部とタイトルコールだけの短縮版。第2・3話は通常版だが、第4話はカットされている。
- エンディング第3話まで通常版だが、第4話はカット。

## 反響
前述のとおり日本国外への輸出が念頭に置かれていたとはいえ、本作はアメリカで"Speed Racer"という題名で放送され、大ヒット作となった。九里によると、日本からアメリカへの留学生が現地で"Speed Racer"を見ても、大半の者が日本で放送されていた『マッハGoGoGo』であることに気づかなかったという。
九里は、ベトナム戦争によって平和な家族構成が崩壊したところへ、本作が現地の視聴者に古き良き時代のアメリカらしさを提供していたことが、アメリカでの大ヒットにつながったと分析している。

## リメイク版
日本において1997年にはリメイク版が制作された。マッハ号のデザインや一部の設定・固有名詞を除いてはほぼ新しく制作されている。
第21話までは、前作と同じレースを中心としたストーリーで、ライバルとの勝負や車を悪用する犯罪者との戦いを軸に地球横断レース「アースグランプリ」決勝までの話となっている。覆面レーサーXなど、前作に登場したキャラクターも登場している。第22話からは謎の「エゼキエル・ホイール」を捜し求め、西暦2555年を支配するハンドラー一味と時空を越えて争奪戦を繰り広げるというタイムトラベルの冒険物語となっている。
全52話の予定が34話で打ち切られ、最終回はエゼキエル・ホイールの消失とハンドラー一味との決着は描かれたものの、レーサーXの正体は前作同様に主人公の兄（響健一）であるという情報が提示される程度で明確に明かす事は無く、また彼が何故そのような行動に出ていたのかは最後まで謎のままだった。
タイアップとして『月刊コロコロコミック』で谷上俊夫の作画による漫画版が連載、単行本は全2巻。設定自体はアニメ版に準拠していたが、月刊ペースのためにほとんどオリジナル展開で構成されている。
北米ではシリーズの版権を管理するスピードレーサーエンタープライズによって『Speed Racer Y2K』のタイトルで英語吹替版が放送される予定だったが実現せず、第3話のみが吹き替えられた。2002年にはDICエンターテイメントによる新たな吹替版『Speed Racer X』として放送されたが、スピードレーサーエンタープライズとの訴訟問題によりすぐに放送中止となった。その後、2017年にファニメーションによって『Mach Go Go Go: Restart』のタイトルで英語字幕版が配信された。

### 登場人物
- 響剛 - 遠近孝一
- 風見舞 - 村井毎早
- 風見ワタル - くまいもとこ
- ジュン - 岡村明美
- 響大輔 - 稲葉実
- 響美鈴 - 沢海陽子
- 覆面レーサーX（響健一） - 森川智之
- 立石匠 - 石田彰
- ジエットソン - 檜山修之
- ミカエル - 古澤徹
- セシル葉月 - 田中敦子
- ボルボア - 小林修
- レッド - 小野英昭
- ブラック - 天田益男
- 秋葉原教授 - 八奈見乗児
- ハンドラー - 塩沢兼人
- アクセラ - 勝生真沙子
- クラッチ - 梁田清之
- アナウンサー - 大滝進矢
- ゼペット - 滝口順平

### 設定

#### マッハ号
リメイク版でのマッハ号の特殊機能は以下の通り。第1作目の機能をベースにしているが、オリジナル機能も存在する。AからGの特殊機能のボタンへの割り振りも従来通りに頭文字で割り当てられている。
Aボタン：エアロジャッキ
前作同様ジャンプだが、側面下部のパーツからジェット噴射しつつ翼が展開して滑空できる。フィッシュダイバーからのジャンプも可能。雪原ではコンソール操作後に特殊コマンドによるカスタマイズ（ボタンをAGAAAGFFFFG）でジャッキと尾翼、フィッシュダイバーのスクリューを併用したホバーモードになることもできる。
Bボタン：バルーンタイヤ
タイヤが膨張しオフロード走行可能になる。車高を上げることでサスペンションやライトもオフロード仕様になる。
Cボタン：カッターブレード
2基のレーザーカッターになっており、あらゆる障害を切断することができる。高出力のため水中でも使用可能。
Dボタン：ディフェンスシールド
コクピットを防護するキャノピー装着。フィッシュダイバーの潜水時やミラージュシュート時にも使用する。
Eボタン：エマージェンシーワイヤー
ウインチ。2基を装備し、射出することで突き刺すことができる。また挿すのではなく掴むように変形させることも可能。ワイヤーを使用した牽引や急旋回などに使用する。
Fボタン：フィッシュダイバー
潜水艇モードに変形。タイヤを格納し、後部からスクリューが出る。
Gボタン：ギャラント号
無人偵察機。上空から適正ルートをマッピングしたり、場合によっては相手の車両に突撃することができる。
ミラージュエンジン
響健一が開発したマッハ号に搭載されたエンジン。時速555kmに達するとワープができる（ミラージュシュート）。ただし、ワープと言っても空間跳躍（テレポーテーション）ではなく、時間跳躍（タイムスリップ）である。

#### ホワイトサイクロン号
タイムトラベル編より登場するバイク。マッハ号がミラージュシュートが可能になった後、メカニックである立石匠がともにタイムトラベルの冒険をする目的で制作した。マッハ号にワイヤーを取り付けることにより、一緒にミラージュシュートすることが可能となる。
響剛もマッハ号と兼ねて乗ることが多く、搭載装備のスパイラルアンカー（フロントから射出するアンカー）やエグゾーストファイヤー（ウィリー状態でマフラーから前方に放つ）で攻撃することもできる。後のことを想定して潜水機能も追加されている。マッハ号との通信機能やフロント部からマニピュレータを介してマッハ号を修理することも可能。

### 制作
オリジナル版にひきつづき、リメイク版も笹川がかかわった。
笹川は後年のインタビューの中で、オリジナル版よりも現実世界の規制が厳しくなったためセッティングに苦労したと振り返っており、たとえばオリジナル版の「チョッパー」については、切り倒した木の所有者について考慮する必要があった。

#### スタッフ
- 原作 - タツノコプロ
- エグゼクティブプロデューサー - 吉田健二
- 企画 - 成嶋弘毅、徳山光俊（タツノコプロ）
- 構成 - タツノコプロ企画室 → 桜井正明
- キャラクター原案・アートディレクター - 九里一平
- キャラクターデザイン - 須田正己
- メカニックデザイン - 堀井敏之、小川浩
- 美術監督 - 阿部泰三郎（第1話 - 第21話） → 脇威志、多田喜久子（第22話以降）
- 音楽 - 大島ミチル
- 録音監督 - 清水勝則
- カラーデザイン - 青山まなみ
- 撮影監督 - 横山幸太郎
- 監督 - 福島宏之（第1話 - 第21話） → 冨永恒雄（第22話以降）
- 総監督 - 笹川ひろし
- 制作担当 - 池田慎一、笠原慎介
- 番組宣伝 - 穴見礼 → 神宮綾（テレビ東京）
- テクニカルアドバイサー - 長谷見昌弘
- プロデューサー - 村瀬由美 → 岩田牧子（テレビ東京）、大野実（読売広告社）、由井正俊（タツノコプロ）
- 文芸担当 - 田沢孔治
- メカ作監 - 仲盛文、加藤ケンジ、村上勉、森下博光、竹内昭、中澤勇一
- 動画チェック - 伊乃戸汰沙海、小金井一郎、前田秀子、支矢太志、橘美穂、鎌田信之、田中和夫、猪瀬富士夫
- 色指定/検査 - 飯島孝枝、村口冬仁、高石峯子、日比野仁、福原奈津子、青山まなみ、北爪英子、若菜陽子、田中真紀、世戸恵美、笛吹康二、柴田恭子、佐藤香、洞田留美、高木雅人、沢目まゆみ
- リスワーク - マキ・プロダクション
- 特殊効果 - 太田憲之、山本公、岡島雄二、遠藤剛彦、前川孝、前川学、笛吹康二、中島正之、高木雅人、榊原豊彦
- 美術 - 脇威志、東條俊寿、中村光毅、多田喜久子
- 背景 - スタジオグリーン、テイクワン
- 撮影 - タツノコデジタル、スタジオコスモス、トランスアーツ国分寺、スタジオドリーム、東現アニメルーム
- 編集 - 三木幸子
- タイトル - 小谷野博
- 現像 - 東京現像所
- 効果 - 森賢一
- 調整 - 成田一明
- 録音制作 - ザックプロモーション
- 制作協力 - ネオックス、シャフト、Kプロダクション、スタジオピギー、ジェイ・シー・エフ、リップルフィルム
- 制作デスク - 石川学
- 設定制作 - 伊平崇耶
- 制作進行 - 三輪慎一郎、松林拓磨、柴田博行、坂上貴彦、目羅友章、伊平崇耶、安藤銀次郎、安齋知恵、難波広匡、山下喜光、西森大介
- 制作管理 - 柴田勝
- 制作 - テレビ東京、読売広告社、タツノコプロ

### 主題歌
オープニングテーマ
「純白の勇気」（第1話 - 第21話）
作詞 - 大津あきら / 作曲・編曲 - ホリエアキラ / 歌 - 速水けんたろう
1997年1月21日、日本コロムビアからこの曲を収録したシングルCDが発売された。同年4月に死去した大津の、存命中に発売された最後の作品となった。
「マッハ・ゴー・ゴー・ゴー1997」（第22話 - 第34話）
作詞 - 吉田竜夫、九里一平 / 作曲 - 越部信義 / 編曲 - 大島ミチル / 歌 - 速水けんたろう
第1作の主題歌のアレンジ。九里一平が作詞した3番の歌詞が追加され、テレビでは1・3番を使用。オープニング映像ではマンモスをエアロジャッキでジャンプするという、第1作でのゾウをオマージュした場面がある。
エンディングテーマ
「FLY TO THE DREAM」（第1話 - 第21話）
作詞 - 九里一平、原真弓 / 作曲・編曲 - ホリエアキラ / 歌 - 久保田陽子
「永遠の伝説」（第22話 - 第34話）
作詞 - 九里一平、原真弓 / 作曲・編曲 - ホリエアキラ / 歌 - 久保田陽子

### 各話リスト
| 話数 | サブタイトル                             | 脚本                | 絵コンテ   | 演出           | 作画監督 | 放送日        |
| ---- | ---------------------------------------- | ------------------- | ---------- | -------------- | -------- | ------------- |
| 1    | その名はマッハ号 !                       | 山下久仁明          | 福島宏之   | 阿部雅司       | 須田正己 | 1997年 1月9日 |
| 2    | 追撃のデッドヒート                       | 久保田雅史          | 石堂宏之   | 羽生尚靖       | 河村明夫 | 1月16日       |
| 3    | ハイウェイに潜む亡霊                     | 山下久仁明          | 湖川友謙   | 宮崎一哉       | 郷合郷   | 1月23日       |
| 4    | 深海特急・救出大作戦                     | 岸間信明            | 三宅綾     | ミズシマセイジ | 須田正己 | 1月30日       |
| 5    | チャンピオンからの挑戦状                 | 久保田雅史          | 福島宏之   | 岡嶋国敏       | 谷口守泰 | 2月6日        |
| 6    | 敵か味方か？謎のレーサー・X              | 福島宏之            | 福島宏之   | 岡崎幸男       | 井口忠一 | 2月13日       |
| 7    | 強襲！メフィストフェレス                 | 久保田雅史          | 石山タカ明 | 高橋幸雄       | 須田正己 | 2月20日       |
| 8    | 舞が結婚 ! ? 嵐を呼ぶ少年レーサー        | 山下久仁明          | 高橋幸雄   | 岡崎幸男       | 井口忠一 | 2月27日       |
| 9    | 光の忍者！シャドウの秘密を暴け !         | 中村学              | 岡嶋国敏   | 岡嶋国敏       | 谷口守泰 | 3月6日        |
| 10   | 対決！覆面レーサーX                      | 鎌田秀美            | 湖川友謙   |                | 郷合郷   | 3月13日       |
| 11   | 蘇れ！復活に賭けた栄光のペガサス         | 水出弘一            | 長谷川宏章 | 長谷川宏章     | 津幡佳明 | 3月20日       |
| 12   | 謎の襲撃 ! ? 狙われたジェットソン！      | 久保田雅史          | 石山タカ明 | 木宮茂         | 松田芳明 | 4月17日       |
| 13   | ワープ号登場！天才教授の異常な愛情       | 岸間信明            | 笹川ひろし | 高橋幸雄       | 須田正己 | 4月24日       |
| 14   | 悪魔と暴走！ガーゴイルのめざめ           | 鎌田秀美            | 岡嶋国敏   | 岡嶋国敏       | 谷口守泰 | 5月1日        |
| 15   | 風見舞の突撃レポートXは誰だ ! ?          | 山下久仁明          | 福島宏之   | 香川豊         | 加藤茂   | 5月8日        |
| 16   | 大都会の戦慄！復讐の連続爆破予告         | 水出弘一            | 高山秀樹   | 高山秀樹       | 柳瀬雄之 | 5月15日       |
| 17   | 影のマッハ号・アルバトロス               | 福島宏之            | 石山タカ明 | 山崎茂         | 井口忠一 | 5月22日       |
| 18   | アマゾングランプリ編 秋葉原教授の罠      | 桜井正明            | 高橋幸雄   | 高橋幸雄       | 加藤茂   | 5月29日       |
| 19   | アマゾングランプリ編 眠れる黄金像        | 桜井正明            | 福島宏之   | 岡嶋国敏       | 谷口守泰 | 6月5日        |
| 20   | 最速の野獣兵士チーターキング             | 桜井正明            | 福島一三   | 高瀬節夫       | 井口忠一 | 6月12日       |
| 21   | アースグランプリ決死のミラージュシュート | 山下久仁明 鎌田秀美 | 福島宏之   | 福島宏之       | 須田正己 | 6月19日       |
| 22   | マッハ号新たなる旅立ち                   | 桜井正明            | 冨永恒雄   | 山内富夫       | 毛利和昭 | 7月2日        |
| 23   | 争奪戦！西部に眠る謎の円盤               | 山下久仁明          | 高橋幸雄   | 高橋幸雄       |          | 7月9日        |
| 24   | 恐竜の楽園太古の命を守れ！               | 水出弘一            | 太田博光   | 高瀬節夫       | 井口忠一 | 7月16日       |
| 25   | 激闘の近未来生死を賭けたバトルレース     | 鎌田秀美            | 大久保富彦 | 雄谷将仁       | 谷口守泰 | 7月23日       |
| 26   | 中世の騎士フランケの魂                   | 山下久仁明          | 冨永恒雄   | 山内富夫       | 毛利和昭 | 7月30日       |
| 27   | 神秘の太陽神ピラミッドへ走れ！           | 水出弘一            | 水島精二   | 羽生尚靖       | 須田正己 | 8月6日        |
| 28   | 海底に沈んだ伝説アトランティス           | 鎌田秀美            | 大野和寿   | 大野和寿       | 木場田実 | 8月13日       |
| 29   | Xふたたび！ハンドラーの野望を砕け        | 水出弘一            | 太田博光   | 松原南         | 毛利和昭 | 8月20日       |
| 30   | 氷河に隠れた太陽巨大マンモスを追え！     | 山下久仁明          | 高橋幸雄   | 高橋幸雄       | 井口忠一 | 8月27日       |
| 31   | 天へのメッセージマッハ号、地上絵を描く！ | 水出弘一            | 福島一三   | 安藤建         | 木場田実 | 9月3日        |
| 32   | 冥界からの誘惑愛にうえた思い出たち       | 鎌田秀美            | 冨永恒雄   | 高瀬節夫       | 門智昭   | 9月10日       |
| 33   | 蘇る友情集結、最強のライバル             | 鎌田秀美            | 石山タカ明 | 山内富夫       | 毛利和昭 | 9月17日       |
| 34   | 未来を賭けた決戦崩壊、ハンドラー城       | 桜井正明            | 冨永恒雄   | 石堂宏之       | 須田正己 | 9月24日       |

### 放送
| 放送期間（または、放送体制）                  | 放送時間                              | 放送局         | 対象地域       | 備考   |
| --------------------------------------------- | ------------------------------------- | -------------- | -------------- | ------ |
| 1997年1月9日 - 6月19日 1997年7月2日 - 9月24日 | 木曜 19:00 - 19:30 水曜 18:30 - 19:00 | テレビ東京     | 関東広域圏     | 製作局 |
|                                               |                                       | テレビ北海道   | 北海道         |        |
|                                               |                                       | テレビ愛知     | 愛知県         |        |
|                                               |                                       | テレビ大阪     | 大阪府         |        |
|                                               |                                       | テレビせとうち | 岡山県・香川県 |        |
|                                               |                                       | TVQ九州放送    | 福岡県         |        |
| 遅れネット                                    | 月曜 - 金曜 5:30 - 6:00               | IBC岩手放送    | 岩手県         |        |
|                                               | 日曜 5:15 - 5:45                      | 山形放送       | 山形県         |        |
| 1997年1月27日 - 10月6日                       | 月曜 16:00 - 16:28                    | テレビ金沢     | 石川県         |        |
| 遅れネット                                    | 日曜 9:00 - 9:30                      | 奈良テレビ     | 奈良県         |        |
|                                               | 木曜 17:00 - 17:30                    | テレビ和歌山   | 和歌山県       |        |

ネット配信の実施例としては、タツノコプロによるGYAO!ストアでの有料動画配信と、2014年夏からのニコニコ生放送での動画配信、ドコモ・アニメストアでの配信がある。

### 関連商品
2010年2月にCCREから全話収録のDVD-BOXが発売された。しかし、翌3月にCCREは民事再生法を申請して再建に務めるとしたが、翌4月に東京地裁によって再生手続廃止決定を受けて破産手続（清算）へ移行したことで出荷が完全にストップされたため、流通量は少ないと推測されている。2017年にはBlu-ray版がリリースされた。

### アメリカ版アニメ
『The New Adventures of Speed Racer』
1993年、日本未公開
全13話。キャラクターデザイン等はオリジナルを踏襲した部分はあるものの、多少アメリカナイズされている。評判は振るわずに打ち切られ、以後はオリジナル版の再放送に切り替わることになった。
『Speed Racer: The Next Generation』
2008年、日本未公開
ニックトゥーンにて2008年から2009年まで第1シーズン・全26話が放送。2011年から第2シーズンが放送。

## マッハガール
スピンオフ短編作品。全26話。三輪レーシングカー「マッハピンク」に乗るリップが活躍する。2008年9月13日 - 9月14日にキッズステーションで先行放送され、同年12月5日 - 12月20日に放送。

### キャスト
- リップ - 松本まりか
- ナッツ - うえだゆうじ
- ジャン・ウェイン - 飯塚昭三
- ナレーション - 郷田ほづみ

### スタッフ
- 製作 - 成嶋弘毅
- プロデューサー - 田中修一郎
- 営業プロデューサー - 成嶋彩弥
- 制作プロデューサー - 坂井憲興、溝渕康人
- 企画・製作・原案 - 竜の子プロダクション
- アニメーション制作 - スタジオロン
- キャラクター原案・デザイン - 吉田すずか
- シリーズ構成 - 山田隆司
- 総作画監督 - 谷津美弥子
- レイアウト - 荒川眞嗣
- 美術監督 - 井野川潔美
- 美術設定・メカデザイン - 益田賢治
- 色彩設定 - 水野愛子
- 美術設定原案 - 渡辺麻貴子
- 撮影監督 - 入部章
- 編集 - 小島俊彦（岡安プロ）
- 音響監督 - 郷田ほづみ
- 音楽 - 稲葉光秀（ダイナマイトブラザーズ）
- 音響制作 - ザックプロモーション

### 主題歌

#### オープニング・エンディングテーマ
- ボーカル - ひらめ / 演奏 - 稲葉光秀&ダイナマイトブラザーズ

### 各話リスト
第1話
- 1 無敵のレーサー その名はリップ
- 2 危険なミッション
- 3 監獄山からの脱出
- 4 市街地の大バトル

第2話
- 5 暴走機関車を追え！
- 6 栄光をかけた猛レース
- 7 大陸で一番速い奴はどっちだ!?
- 8 キングベアよ永久に

第3話
- 9 サリナス峠のゴーストマシーン
- 10 ゴーストマシーンの秘密
- 11 彷徨える亡霊ナイトホーク・ジョー
- 12 天国へのラストレース

第4話
- 13 銀行強盗リップ!?
- 14 逃亡者リップ！
- 15 リップ射殺命令!?
- 16 真夜中の大突破！

第5話
- 17 大災難！リップ、カージャックに遭遇！
- 18 未知とのカーチェイス！
- 19 UFO大襲来！決死のドライブ！
- 20 宇宙人 VS リップ

第6話
- 21 盗まれたマッハピンク
- 22 マッハピンクを追え！
- 23 荒野の追跡劇
- 24 ゴーストタウンのエミリ
- 25 ルール無用のデスレース
- 26 荒野に散れ、地獄の天使リップ

## 翻案作品
- 1992年にはアコレード（英語版）からDOS用タイトルとしてSpeed Racer in The Challenge of Racer X（英語版）が発売された。
- 1994年にはアコレードからSuper Nintendo Entertainment System用タイトルとしてSpeed Racer in My Most Dangerous Adventures（英語版）が発売された[26]。
- 1995年にはナムコからアーケードゲームの『スピード・レーサー（英語版）』が発売された。第1作のキャラクターを用いたレースゲームだが、ジャンプや飛び道具を使ってのライバル車への妨害が可能になっている。本作は海外で正式発売されたが、日本国内ではごく少数の輸入があったのみだった。
- 1996年9月27日にはトミーからPlayStation用タイトルとして『マッハGoGoGo（英語版）』が発売された。
- 1997年8月8日にはトミーからゲームボーイ用タイトルとして『マッハGoGoGo』が発売された。
- アリストクラート製のパチスロがリリースされており、一部が『NEXON777』で利用可能だった。
- 銀座製のパチンコがリリースされており、一部が『サミー777』で利用可能だった。
- ハドソンが2004年に携帯アプリ用ゲーム（iアプリ・EZアプリ・S!アプリ）をリリースしている[27]。
- 2006年、アメリカで実写映画化されることが発表され、2008年夏に『スピード・レーサー』として劇場公開された。監督はマトリックス三部作を手がけたウォシャウスキー姉妹。
- 2008年にはWarner Bros. Interactive Entertainment（英語版）からWii・ニンテンドーDS・PlayStation 2用タイトルとして『スピード・レーサー（英語版）』が発売された。
- 2011年12月9日にモバイル用ソーシャルゲーム『マッハGoGoGo』がアプリカによりMobageからリリースされた。なお、同じくMobageの『タツノコオールスターズ』（DeNA製）にも参戦している。

## 他作品への登場
- フォルクスワーゲンのアメリカ向けテレビCM - 1996年式フォルクスワーゲン・ゴルフ GTIのCMに「Speed Racer」のキャラクターが登場。スピード・レーサー（三船剛）が赤いゴルフGTIを運転し、レースに優勝したり悪人を追跡したりするという内容。レース編はSpeed Racer "SABOTAGE" のサブタイトルが付いた短編アニメ作品となっており、スピードの他にトリクシー（ミチ）、パパ・レーサー（大助）、スプライトル・レーサー（くりお）、スパーキー（サブ）、チムチム（三平）などが登場。マッハ・ファイブ（マッハ号）のエンジンが故障したためにゴルフGTIに乗り換えてレースに参戦する（ただし、ゴルフGTIにはレース中も他の登場人物全員が同乗している）という筋立てになっている。コースアウトして爆発する敵車両や、ゴルフGTIをバックにしたスピードのカットインなど、CM全体の演出が本編オープニングをオマージュしたものになっている。なお、この時のスピードの声は原作のピーター・フェルナンデスではなく、ビリー・ウェストが当てていた[28]。
- GEICOのテレビCM - 「Speed Racer」のキャラクターが登場。アニメ本編の一部シーンをCM映像に使用し、米版吹き替え担当声優が同CM用に収録したものにセリフ部分を差し替えて全米で放送された。なおこのCMは、海外のテレビ番組を紹介する日本テレビの番組『世界まる見え!テレビ特捜部』の「世界のびっくりCMシリーズ」で取り上げられた。また、日本の金融機関においても伊予銀行のCMに利用されたことがある。
- クエンティン・タランティーノ監督作品
  - 1994年公開の『パルプ・フィクション』では、エリック・ストルツ演じる麻薬の売人が「スピード・レーサー」のTシャツを着ている。
  - 2003年公開の『キル・ビル』に登場するGOGO夕張のネーミングは本作に由来する。同作の宣伝のためにタランティーノがテレビ出演した際には、日本語でマッハゴー・ゴー・ゴーを歌った。
- 第1作テーマソングは、1990年代にポッカコーヒー（ポッカコーポレーション）のテレビCM （出演：柴田恭兵） に「ポッカゴーゴーゴーゴー」と歌詞を変えて使われたことがある。また、2004年には富士重工「NEW SUBARU R2」のテレビCM （出演：観月ありさ）に歌詞をスウェーデン語にして使われた[29]。
- テレビアニメ版『ちびまる子ちゃん』の「まる子 ローラースルーゴーゴーがどうしても欲しい!!」の回では、まる子の友人のはまじこと浜崎憲孝が買ってもらったローラースルーゴーゴーを漕ぎながら第1作テーマソングの替え歌を歌う場面がある。サビ部分の歌詞「マッハGoGo」は、「ローラーGoGo」に変えられている。
- 日本のロックバンド・THE MAD CAPSULE MARKETSの楽曲「パラサイト（寄生虫）」のプロモーションビデオに、本作のアニメ映像が挿入されている。そのバンドの映像作品『VIDEO』『1990-1996 VIDEO』に収録されている。
- 2001年、アメリカのスピードレーサーオートワーク社より限定版スポーツカー「Mach 5 Signature Series」が100台発売された。ベース車両はシボレー・コルベットを使用し、ボディはカーボンファイバー製。ホイールは20x10インチの「アルミナムサンタナカスタムマッハ5」、タイヤはYokahamaタイヤの265/35ZR20/95Y。シートはロブスター・レッドの赤い総革で原作を再現。また、エンジンはフロントエンジンの2WD、ジェネラル・モーターズ製で385馬力を誇り、マニュアルとオートマチックの2種類を用意。価格は高額者優先順で最高額$125,000（約1,562万円）にもなり、eBayのオークションも掛けられた。マッハ車検withいらこん86c-west

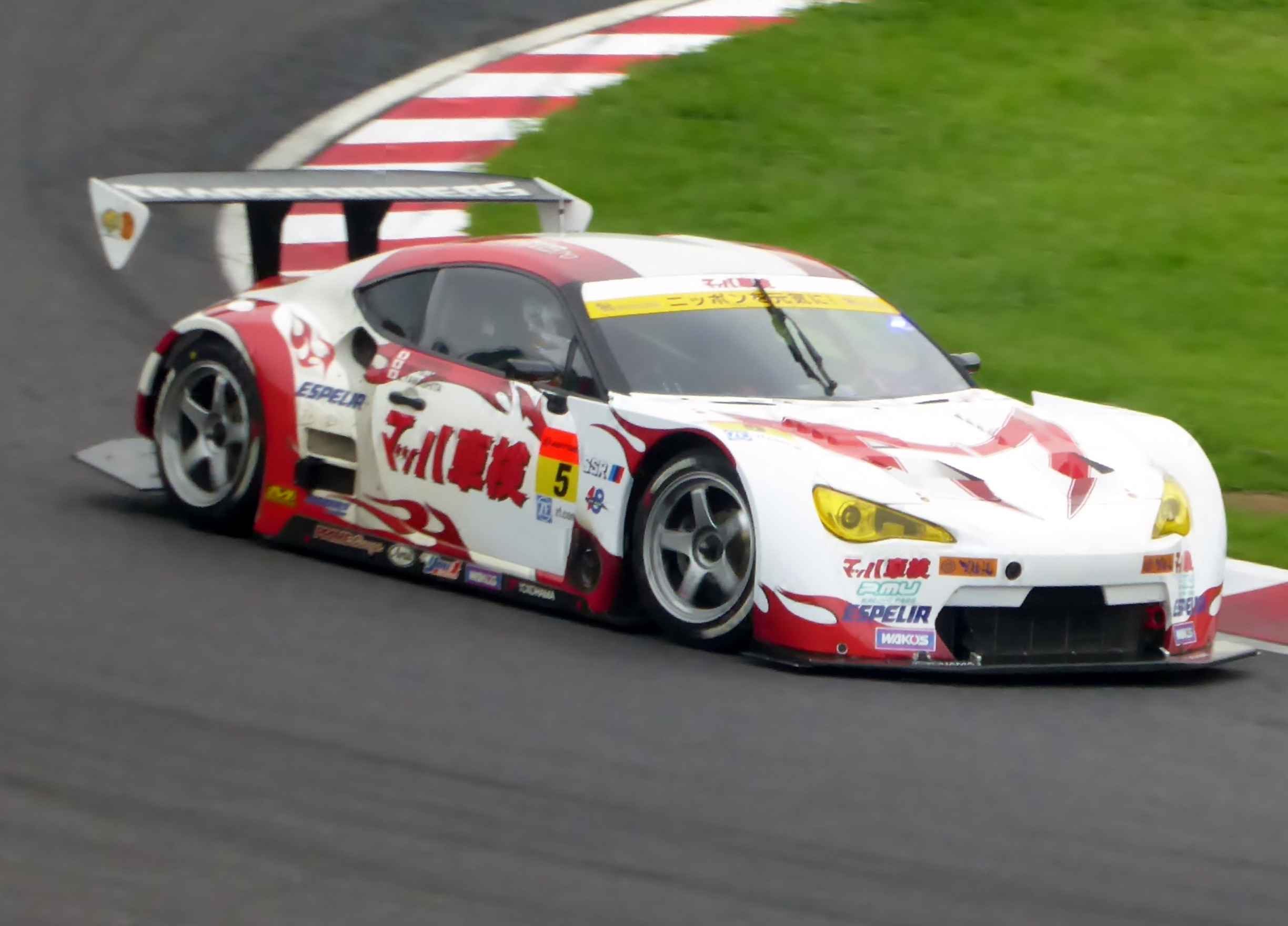
マッハ車検withいらこん86c-west

- 全日本GT選手権およびSUPER GTのGT300クラスに、マッハ号を模した車両が参戦している[注釈 2]。ドライバーは玉中哲二。また、2005年まで玉中の相棒として桧井保孝が登録名を「三船剛」に変更してマッハカラーのマシンに搭乗していた。
- SUPER GT参戦と同時期にタツノコプロ40周年事業として「マッハ車検」が始まる。2015年時点ではその他の業態「マッハ車買取」「マッハ車販売」「マッハカーペイント」「マッハサービスステーション」も展開されている。株式会社マッハFC
- 2008年の東京オートサロンのヨコハマタイヤブースに、実物大模型のマッハ号が制作・展示された。
- 2008年5月5日放送の『ヤッターマン』（2008年版）1時間特番の『ヤッターマン限定版 今夜限りのドロンボーVSみのもんた！アナタも一緒に脳力対決！ガッチャマンもマッハ号も登場スペシャル！だコロン！』ではみのもんたの知人として助っ人に登場しており、ドロンボーのメカに打ち勝っている。また、その後もたびたびチラリと登場している。
- 2008年8月27日には、ホフディランの小宮山雄飛プロデュースによるトリビュートアルバムが発売された。
- 2009年には、High Speed Boyzとのコラボレーションが開始された。
- 2013年、『Peeping Life』と手塚プロダクション&タツノコプロのコラボレーションアニメ『Peeping Life -手塚プロ・タツノコプロワンダーランド-』を放送。
- 2013年9月30日にフジテレビ系列で放送された大型特別番組『SMAP GO!GO!』で、オープニングに第1作風のアニメーションを放送。映像ではSMAPが5人とも三船剛のスーツ姿で登場し、マッハ号が5台登場した。また、SMAPが歌唱する第1作テーマソングがオープニングテーマに使われていたが、サビ部分の「マッハ」は「SMAP」に変えられていた。
- 2015年に放送された『夜ノヤッターマン』第9話・第12話にはマッハ号に似た車両が登場しており、第9話においては同作品の登場人物であるガリナとアルエットが搭乗した。ただしボンネットのマーキングが「M」ではなく「W」となっているなど、詳細は異なる。
- 2015年に放送されたJAバンクのCM「マジシャン先輩」篇・「こねこ先輩」篇の各最後のBGMは、第1作テーマソングサビ部分の歌詞「マッハGoGo」を「バンクJA」に変えた替え歌である。
- 群馬県前橋市の自動車修理工場がユーノス・ロードスターをベースにした改造車を製作し、タツノコプロに著作権料も支払って「マッハ号」を名乗っている[30]。2022年9月には、地元所轄警察署の交通安全啓発イベントにも登場した[31]。